# Kanadski institut za konzervaciju
Kanadski institut za konzervaciju (CCI) je posebna operativna agencija kanadskog federalnog odjela za kanadsku baštinu. Institut provodi istraživanja, širi informacije te djeluje u službi konzervatorsko restauratorske struke. Materijali i mediji na kojima institut radi uključuje; papir, tekstil, metale i staklo. Kao i elektronske medije, poput; audio vrpci i kompakt diskova. Institut je smješten u Ottawi.

## Povijest
Porijeklo instituta je u National Gallery of Canada gdje je 1957, osnovan kao Conservation and Scientific Research Division, pod vodstvom Dr. Nathan Stolowa. Godine 1964, odjelu je data veća autonomnost,te je postao National Conservation Research Laboratory ("NCRL"). Zbog uspješnosti spomenutog 1972 isti se odvojio od National Gallery of Canada,te je preimenovan u Canadian Conservation Institute s Dr. Stolowom kao prvim ravnateljem.

## Program rada
Navest ćemo neke od usluga koje institut daje:
- konzervatorska istraživanja i laboratorijske usluge.
- Preventivna i restorativna konzervacija.
- Transport artefakata.
- Znanstvena istraživanja i analize muzejskih predmeta i arheološkog materijala.
- Savjetovanje po pitanju održavanja povijesnih građevina i posjeda.
- Procjena zbirki.
- Savjetovanje kod konzerviranja ili restauriranja posebno vrijednih umjetničkih djela.
- Stručno usavršavanje i školovanje konzervatora restauratora.

## Vanjske poveznice
- Canadian Conservation Institute